# Rose Chernin
Rose Chernin (Chasnik, 14 de septiembre de 1940 - Los Ángeles, 8 de septiembre de 2015) fue una ciudadana rusa naturalizada estadounidense. Era miembro del Partido Comunista y se hizo famosa por su activismo de izquierda que finalmente la llevó a su arresto en 1951. Fue acusada de formar una conspiración para derrocar al gobierno bajo la Ley Smith de 1940 y pasó un año en la cárcel. El Servicio de Inmigración y Naturalización intentó deportarla, pero sus esfuerzos fueron interrumpidos por el fallo de 1957 de la Corte Suprema de los Estados Unidos de que la Ley Smith era inconstitucional.

## Biografía

### Primeros años
Rose Chernin nació como Rochelle Chernin en Chasnik, Imperio ruso, en 1901. Ella y tres hermanas menores emigraron a Waterbury, Connecticut con su madre, Perle, en 1913. Después de terminar la escuela primaria, Rose ingresó a la Escuela Preparatoria Crosby, donde encontró ideas socialistas en un periódico activista. Más tarde asistió a Hunter College, pero se retiró para participar en el activismo político a través del Russian Club.

### Activismo político
Rose participó activamente en causas socialistas locales, incluida la defensa de los inquilinos y las huelgas de alquileres. Después de convertirse en ciudadana estadounidense en 1929, se unió al Partido Comunista en 1932, y su familia se mudó brevemente a Moscú, donde trabajó en publicaciones. Regresó a Estados Unidos en 1934 después de presenciar el arresto de catorce activistas comunistas bajo leyes anti-organizativas. La familia regresó al Bronx.
Después de la muerte de su hija, la familia se mudó a California. En Los Ángeles, Chernin inició otra ronda de defensa de los inquilinos y otro trabajo activista, como protestar por la deportación del escritor comunista británico Henry Carlisle. Primero sería amenazada con la deportación después de ser acusada de participar en la Liga de Jóvenes Comunistas. También participó en acciones a favor de los trabajadores agrícolas migrantes.

### Arresto y liberación
Rose Chernin fundó el Comité para la Protección de los nacidos en el extranjero en 1950. En julio de 1951 fue arrestada por conspiración para derrocar al gobierno con una fianza de $100,000. Según la Ley Smith de 1940, la defensa del marxismo o el leninismo se equiparó con la defensa del derrocamiento del gobierno de Estados Unidos. Ella y otros comunistas fueron arrestados por ley. Chernin fue sentenciada a cinco años de prisión y citada para identificar a los conspiradores ante el Comité de Actividades Antiestadounidenses, a lo que ella se negó. Fue amenazada con desnaturalización y deportación por parte del Servicio de Inmigración y Naturalización, pero el proceso fue abandonado por falta de pruebas. En 1957, la Corte Suprema anuló la condena de Chernin, al considerar inconstitucional la Ley Smith de 1940.

### Vida personal
Se casó con Paul Kusnitz en 1925 y se mudó al Bronx donde tuvieron a su primera hija, Nina, que moriría de la enfermedad de Hodgkin en 1944. En 1940, Rose Chernin tuvo su segunda hija, Kim Chernin. Su esposos falleció en 1967. Rose Chernin murió en Los Ángeles de la enfermedad de Alzheimer en 1995.